# 1888 w literaturze
Wydarzenia literackie w 1888 roku.

## Nowe książki
- polskie
  - Pan Wołodyjowski – Henryk Sienkiewicz
  - Cham – Eliza Orzeszkowa
  - Nad Niemnem – Eliza Orzeszkowa
  -  Lelum-Polelum – Walery Przyborowski
- zagraniczne
  - Dwa lata wakacji (Deux ans de vacances) – Juliusz Verne
  - Ksiądz Juliusz (L'Abbé Jules) – Octave Mirbeau
  - Bestia ludzka – Émile Zola
  - Jeździec na siwym koniu – Theodor Storm

## Nowe poezje
- zagraniczne
  - Ruben Darío – Błękit (Azul)
  - Paul Verlaine – Miłość (Amour)

## Nowe dramaty
- zagraniczne
  - Edwin Atherstone – The Dramatic Works of Edwin Atherstone
  - August Strindberg – Panna Julia (Fröken Julie)

## Urodzili się
- 24 stycznia – Vicki Baum, austriacka pisarka i harfistka (zm. 1960)
- 1 lutego – Maria Bechczyc-Rudnicka, polska pisarka i tłumaczka (zm. 1982)
- 8 lutego – Giuseppe Ungaretti, włoski poeta (zm. 1970)
- 13 lutego – Desmond FitzGerald, irlandzki poeta i polityk (zm. 1947)
- 20 lutego – Georges Bernanos, francuski powieściopisarz i eseista (zm. 1948)
- 3 marca
  - Natalena Korolewa, ukraińska pisarka (zm. 1966)
  - František Langer, czeski pisarz i lekarz (zm. 1965)
- 13 marca – Anton Makarenko, radziecki pedagog i pisarz (zm. 1939)
- 26 kwietnia – Anita Loos, amerykańska pisarka, scenarzystka i producentka filmowa (zm. 1981)
- 13 czerwca – Fernando Pessoa, portugalski poeta, prozaik i tłumacz (zm. 1935)
- 3 lipca – Ramón Gómez de la Serna, hiszpański pisarz, prekursor surrealizmu (zm. 1963)
- 20 lipca – Emil Zegadłowicz, polski poeta, powieściopisarz, dramaturg (zm. 1941)
- 23 lipca – Raymond Chandler, amerykański pisarz (zm. 1959)
- 1 sierpnia – Aline Murray Kilmer, amerykańska pisarka, autorka książek dla dzieci, eseistka i poetka (zm. 1941)
- 30 sierpnia – Ramón Acín, hiszpański nauczyciel, pisarz, artysta awangardowy (zm. 1936)
- 16 września – Frans Eemil Sillanpää, fiński pisarz modernistyczny, laureat Nagrody Nobla (zm. 1964)
- 26 września – Thomas Stearns Eliot, angielski poeta (zm. 1965)
- 14 października – Katherine Mansfield, nowozelandzka pisarka (zm. 1923)
- 15 października – S.S. Van Dine, amerykański pisarz i krytyk sztuki (zm. 1939)
- 16 października – Eugene O’Neill, amerykański dramaturg, laureat Nagrody Nobla za rok 1936 (zm. 1953)
- 24 listopada – Dale Carnegie, amerykański pisarz książek o samorozwoju (zm. 1955)
- 26 listopada – Franz Jung, niemiecki pisarz ekspresjonistyczny (zm. 1963)
- 7 grudnia – Joyce Cary, anglo-irlandzki powieściopisarz (zm. 1957)
- 23 grudnia – Friedrich Wolf, niemiecki pisarz (zm. 1953)
- 26 grudnia – Kan Kikuchi, japoński powieściopisarz, dramaturg i wydawca (zm. 1948)
- 27 grudnia – Thea von Harbou, niemiecka pisarka (zm. 1954)
- Fradl Sztok, żydowska poetka i pisarka (zm. prawdopodobnie w 1952)

## Zmarli
- 29 stycznia – Edward Lear, angielski poeta i rysownik, autor limeryków (ur. 1812)
- 30 stycznia – Mary Howitt, angielska poetka i tłumaczka (ur. 1799)
- 4 marca – Amos Bronson Alcott, amerykański pisarz i nauczyciel (ur. 1799)
- 6 marca – Louisa May Alcott, pisarka amerykańska (ur. 1832)
- 31 marca – Jean-Marie Guyau, francuski filozof, etyk i pisarz (ur. 1854)[1]
- 15 kwietnia – Matthew Arnold, angielski poeta i krytyk (ur. 1822)
- 27 maja – Františka Stránecká, czeska pisarka (ur. 1839)
- 4 lipca – Theodor Storm, niemiecki pisarz (ur. 1817)
- 9 sierpnia – Charles Cros, francuski poeta i wynalazca (ur. 1842)
- 17 listopada – Elena Gjika, albańsko-rumuńska pisarka, publicystka (ur. 1828)